# حمض نووي ريبوزي غير مشفر
الرنا غير المشفِّر بالإنجليزية (بالإنجليزية: non-coding RNA)‏ هو جزيء رنا لا تتم ترجمته إلى بروتين، غالبا ما يسمى تسلسل الدنا الذي يُنسَخ منه الرنا غير المشفر 'بجين الرنا'. توجد أنواع كثيرة من الرنا غير المشفر ذات وظائف مهمة منها: الرنا الناقل الرنا الريبوسومي وكذلك أنواع الرنا الصغير مثل: الرنا الميكروي، الرنا المتداخل الصغير، الرنا المتآثر مع بيوي، الرنا النووي صغير، الرنا النويي الصغير، رنا خارج الخلية رنا صغير خاص بجسم كاخال وكذلك الرنا غير المشفر طويل مثل: Xist وHOTAIR
أعداد الرنا غير المشفر في الجينوم البشري غير معروفة، لكن تقترح دراسات حديثة في تكنولوجيا النسخوميات والمعلوماتية الحيوية وجود الآلاف منهم ، العديد من أنواع الرنا غير المشفر المعرَّفَة حديثا لم يتم التأكد من وظائفها ، كما أنه من الممكن أن يكون العديد منها غير وظيفي (يشار إليها أحيانا بالرنا النفاية) وهي نتيجة نسخ زائف.
تساهم جزيئات الرنا غير المشفر في أمراض مثل السرطان، التوحد وألزهايمر.

## التاريخ والاكتشاف

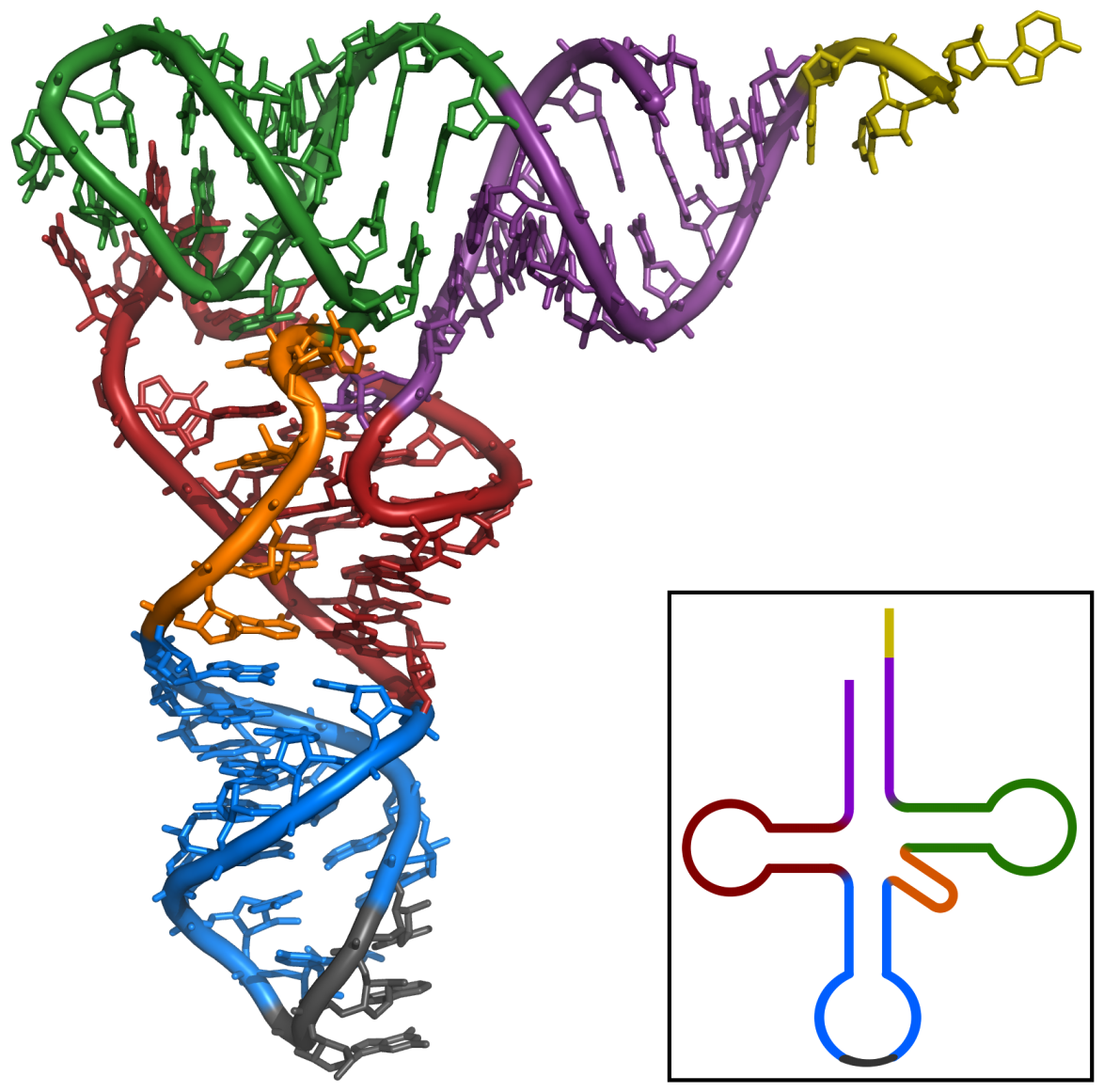
بنية ورقة النفل للرنا الناقل للفينيل ألانين (الصغيرة)، والبنية ثلاثية الأبعاد المحددة بواسطة بحوث بالأشعة السينية.

تم اكتشاف الأحماض النووية أول مرة بواسطة فريدريك ميسشر سنة 1868  وبحلول 1939 تم إدراك أن للرنا دور في اصطناع البروتين. وبعد عقدين تنبأ فرنسيس كريك برنا وظيفي يتوسط عملية الترجمة وقال أن الرنا يلائم بشكل أفضل التزاوج القاعدي في نسخة رنا رسول من عديد الببتيد.
أول رنا غير مشفر تمت تحديد خصائصه هو الألانين الموجود في خميرة الخباز، وتم نشر بنيته سنة 1965. ولإنتاج عينة نقية من الرنا الناقل للألانين استخدم روبرت هولي 140 كلغ من خميرة الخباز التجارية لإنتاج 1غ منه من أجل التجارب. وتم تحديد تسلسل هذا الرنا الناقل الذي طولة 80 نوكليوتيد أولا بهضمه بواسطة الريبونوكلياز البنكرياسي (منتجا قطعا تنتهي بالسايتوسين أو اليوريدين) وبعدها بواسطو ريبونوكلياز التاكادياستاز (منتجا قطعا تنتهي بالغوانوسين). بعدها ساعد الاستشراب وتحديد النهايات 5' و3' في ترتيب القطع وإدراك تسلسل الرنا  من بين البنيات الثلاث المقترحة أولا لهذا الرنا؛ تم اقتراح بنية 'ورقة النفل' على حدى في عدة منشورات عملية لاحقة. تم اعتماد البنية ورقة النفل الثانوية باتباع أبحاث في علم البلورات بالاشعة السينية تم إجراؤها من قبل مجموعتي بحث مستقلتين سنة 1974.
الرنا الريبوسومي هو الرنا الثاني الذي تم اكتشافه، ثم تبعه الرناي (U spliceosomal RNA) في بداية العقد 1980، ومنذ ذلك استمر اكتشاف أنواع جديدة من الرنا غير المشفر: الرنا النويي الصغير، Xist، كريسبر وغيرهم العديد. من الاكتشافات الحديثة المهمة نجد الريبوسويتش والرنا الميكروي، اكتشاف آلية تداخل الرنا المتعلقة بهذا الآخير مكّن كريغ ميلو وأندرو فاير من الفوز بجائزة نوبل في الطب أو علم وظائف الأعضاء.